# Patamon
Patamon (パタモン?) è un Digimon di livello intermedio del media franchise giapponese Digimon, che comprende anime, manga, giocattoli, videogiochi, giochi di carte collezionabili e altri media.
"Patamon" è il nome che condividono tutti i membri di questa particolare specie Digimon. Ci sono numerosi Patamon diversi che appaiono in varie serie anime e manga di Digimon.
L'apparizione più conosciuta di Patamon è quella nell'anime Digimon Adventure come Digimon partner di TK Takaishi.
Il Patamon di Digimon Adventure appare anche nella serie sequel Digimon Adventure 02 e in tutti i film relativi ad Adventure e Adventure 02. Compare inoltre in Digimon Adventure tri..
È un Digimon mammifero, somigliante ad un porcellino d'india.
Patamon è doppiato in giapponese da Miwa Matsumoto e in italiano da Patrizio Cigliano.

## Aspetto e caratteristiche
Il nome "Patamon" deriva parzialmente dall'onomatopea giapponese "patapata", che sta ad indicare qualcosa che sbatte (in questo caso le sue ali), e dal suffisso "-mon" (abbreviazione di "monster") che tutti i Digimon hanno alla fine del loro nome. "Patamon" significa quindi "mostro che sbatte (le ali)".
Patamon è una creatura piccola e carina simile ad un porcellino d'india volante arancione, con occhi azzurri ed ali simili a quelle dei pipistrelli, che potrebbero essere anche le sue orecchie. Questo Digimon mammifero è spesso considerato simile ad un topo o ad un maialino con le ali.
Anche se è in grado di volare per il cielo usando le sue orecchie, Patamon può camminare molto più velocemente, poiché la sua velocità di volo è di circa 1 km/h. Poiché la vista del Digimon che cerca disperatamente di volare è piuttosto divertente, Patamon è molto popolare, anche se lui pensa sia per un'altra ragione. Patamon è il discendente di un'antica razza che conservava dentro di sé segreti poteri sacri. È uno dei pochi Digimon in grado di armordigievolvere.

## Apparizioni
Patamon è uno dei personaggi principali di Adventure e Adventure 02, così come dei film Digimon Adventure, Our War Game!, Digimon Hurricane Touchdown!!/Supreme Evolution!! The Golden Digimentals e Diaboromon Strikes Back!. Patamon può essere considerato uno dei più importanti Digimon della prima stagione, poiché senza di lui Devimon non sarebbe stato sconfitto, Myotismon avrebbe ucciso Kari e Piedmon avrebbe vinto l'ultima battaglia.
Patamon è il Digimon partner giocherellone di TK Takaishi. In Adventure, Patamon è l'ultimo dei Digimon prescelti a raggiungere il suo livello campione ed ancora l'ultimo ad ottenere la sua forma al livello evoluto. Tuttavia, entrambe le forme sono immensamente potenti per il loro rispettivo livello e sono, rispettivamente, responsabili della sconfitta di Devimon e dell'ultimo dei Padroni delle Tenebre, Piedmon.
TK torna come personaggio principale anche in Adventure 02 e così fa Patamon. A causa degli Obelischi di Controllo dell'Imperatore Digimon, Patamon non riesce più a digievolvere nella sua forma al livello campione, combattendo invece nella sua forma armordigievoluta, Pegasusmon.
In Digimon Adventure tri. Patamon e gli altri Digimon e Digiprescelti della prima generazione sono chiamati a difendere il mondo reale dagli attacchi dei Digimon infetti.
Nelle tre serie Patamon ha una personalità molto sensibile e un po' infantile.

## Altre forme
Il nome "Patamon" si riferisce solo alla forma di livello intermedio di questo Digimon. Durante la serie, Patamon riesce a digievolvere in un certo numero di forme più potenti, ognuna con nome ed attacchi speciali diversi. Tuttavia, il livello intermedio è la sua forma di preferenza, nonché quella in cui passa la maggior parte del tempo, a causa della più alta quantità di energia richiesta per rimanere ad un livello più alto.
Patamon raggiunge anche una seconda Armordigievoluzione, Manbomon, che avviene grazie al potere del Digiuovo della Luce di Kari, ma appare solo in uno dei Drama-CD dedicati ad Adventure 02.

### Poyomon
Poyomon (ポヨモン?) è la forma al livello primario di Patamon. Il nome "Poyomon" viene dalla parola giapponese "poyon", un aggettivo che indica qualcosa di "soffice e molliccio". Quindi Poyomon significa "mostro soffice e molliccio".
Dopo il sacrificio di Angemon per sconfiggere Devimon, i dati di Patamon si riconfigurano in un Digiuovo. Mentre i Digiprescelti sono in partenza per il continente di Server, il Digiuovo si schiude, rivelando al suo interno Poyomon. Il Digimon compare anche in un flashback che racconta di quando si schiusero le Digiuova dei Digimon prescelti.

### Tokomon
Tokomon (トコモン?) è la forma al livello primo stadio di Patamon. Il nome di Tokomon proviene dalla parola giapponese "tokoton", che significa "l'ultimissimo, proprio l'ultimo". "Tokomon" quindi significa "ultimissimo mostro". Probabilmente ciò si riferisce alla tendenza di Patamon a digievolvere sempre per ultimo a un nuovo stadio evolutivo (succede al livello campione, al livello evoluto, con le Armor Digievoluzioni e con le DNA Digievoluzioni).
TK incontra Tokomon subito dopo il suo arrivo a Digiworld e i due instaurano subito un legame molto forte. Tokomon successivamente digievolve Patamon quando i bambini prescelti vengono in pericoloso contatto con un Kuwagamon. Quando i dati di Patamon vengono riconfigurati dopo la battaglia contro Devimon, questo si schiude dal Digiuovo nella forma di Poyomon, per poi digievolvere ancora in Tokomon nel villaggio dei Koromon.
Mentre normalmente sembra innocuo e carino, è da notare che quando si trova in pericolo Tokomon apre la sua bocca, rivelando due file di zanne simili a quelle degli squali. Questa caratteristica viene utilizzata per la prima volta nella battaglia contro Kuwagamon durante i primi episodi di Adventure.

### Angemon
Angemon (エンジェモン?, Enjemon) è la Digievoluzione al livello campione di Patamon. Angemon, come indica anche il suo nome, è un angelo a sei ali vestito con abbigliamento bianco e blu. Come diversi altri Digimon di forma umanoide, come Angewomon, Kazemon e Silphymon, i suoi occhi sono coperti, in questo caso da un elmetto, e non si vedono mai, dandogli l'aspetto di un profeta cieco.

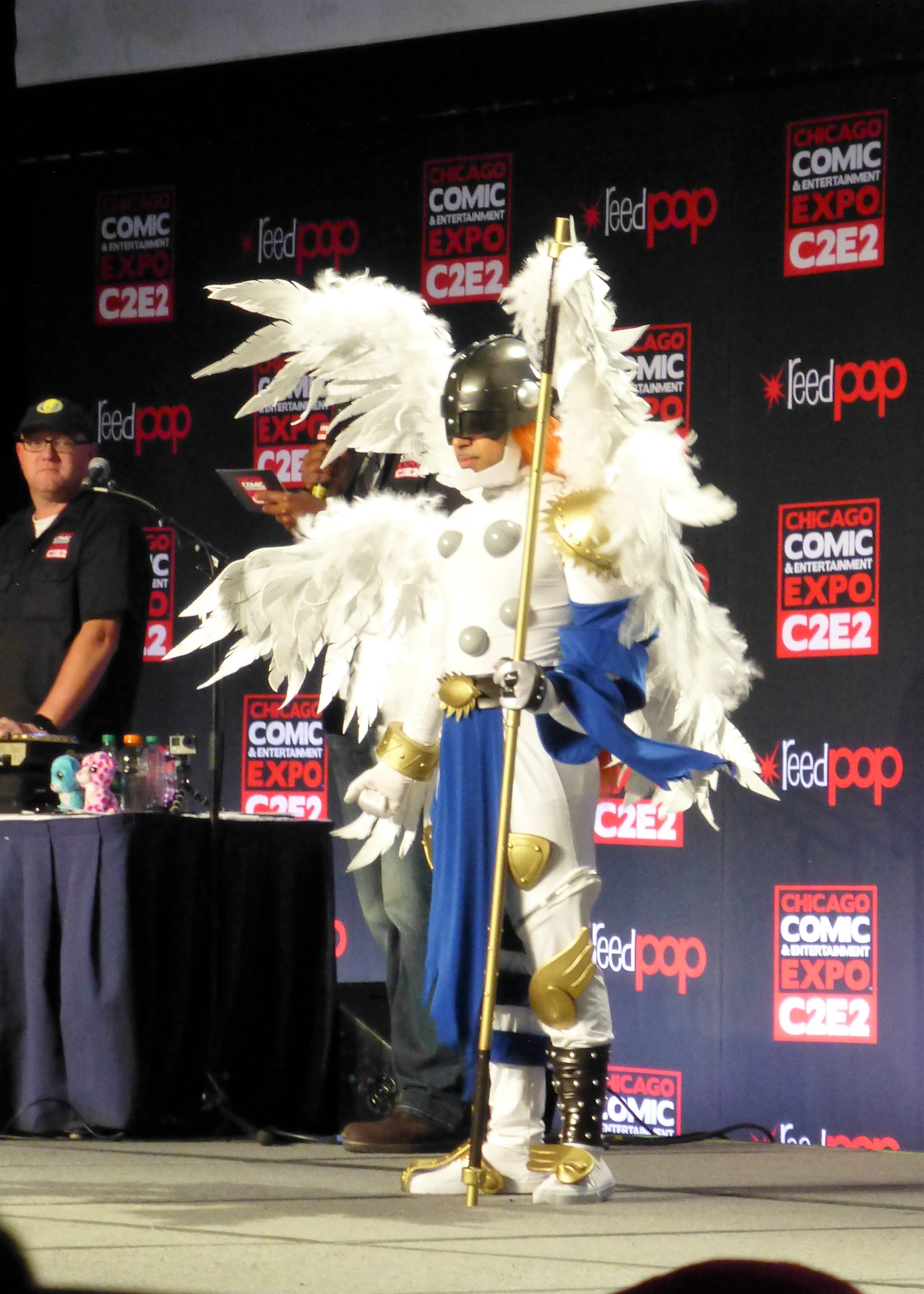
Cosplay di Angemon

Angemon appare per la prima volta durante la battaglia finale contro Devimon. Il Digimon malvagio ha già sconfitto gli altri sei Digiprescelti ed i loro Digimon partner ma, quando prova ad afferrare TK, Patamon si frappone tra Devimon ed il suo partner umano e digievolve finalmente nella sua forma al livello campione. Devimon aveva incrementato il proprio potere del male al punto in cui nessuno potesse sconfiggerlo. In un ultimo tentativo disperato per eliminarlo, Angemon è costretto a trasformare la sua stessa energia vitale in potere per incrementare l'efficacia del suo attacco speciale primario, il Raggio Celestiale, così da infliggere un colpo mortale al Digimon malvagio, potenziatosi non naturalmente. Angemon rinasce quindi come Digiuovo, schiudendosi nuovamente per tornare Patamon.
La seconda apparizione di Angemon avviene nel mondo reale durante la battaglia tra Myotismon e WereGarurumon, nella quale il primo è poi costretto a ritirarsi dopo un primo momento in cui ne stava uscendo vittorioso. Angemon quindi appare durante la battaglia finale contro Myotismon, in cui riesce ad indebolire e ad atterrare brevemente il nemico, ma non riesce a distruggerlo, prestando poi il proprio potere ad Angewomon per il suo colpo finale contro il Digimon vampiro.
Angemon appare con Angewomon anche nello scontro con VenomMyotismon, livello mega di Myotismon. Grazie alle parole di una profezia letta da Izzy sul suo computer, ricevono da TK e Kari le frecce della Luce e della Speranza, con cui colpiranno Tai e Matt, permettendo ad Agumon e Gabumon di megadigievolvere WarGreymon e MetalGarurumon. Agumon riceve il potere della megadigievoluzione dalla freccia della luce di Angewomon, Gabumon dalla freccia della speranza di Angemon. In seguito i protagonisti sconfiggeranno il gigantesco vampiro coi loro attacchi combinati.
Angemon è un Digimon di livello campione estremamente potente - il suo attacco primario, il Raggio Celestiale, è molto efficace principalmente contro i Digimon di tipo virus di livello campione o evoluto come Devimon (anche se quando il Digimon malvagio si potenzia con numerosi Ingranaggi Neri, per abbatterlo è necessario un Raggio Celestiale suicida potenziato dai Digivice dei sette Digiprescelti) e Myotismon. Anche Myotismon (Digimon di livello evoluto) non riesce a deviarlo (cosa che aveva fatto con gli attacchi dei Digimon di livello evoluto degli altri ragazzi), mentre Phantomon (un altro Digimon di livello evoluto) viene completamente distrutto da un colpo fugace. Inoltre, nel film di Adventure 02, Diaboromon Strikes Back!, lui ed Angewomon riescono a trattenere Diaboromon, Digimon di livello mega, mentre Omnimon lo trafigge prima che questi ritorni nel mondo reale nella forma di Armageddemon. Angemon non è in grado di distruggere Digimon di livello mega - ad esempio i Padroni delle Tenebre (anche se riesce a trattenere Piedmon per un po'), VenomMyotismon e BlackWarGreymon - né Digimon di livello evoluto che non siano prettamente malvagi o che siano "falsi" Digimon creati dagli Obelischi di Controllo da Arakenimon (curiosamente, nonostante l'oscurità inerente agli Obelischi stessi) ed i suoi attacchi contro di loro sono inefficaci o quasi.
Appare durante Digimon Hurricane Touchdown!!/Supreme Evolution!! The Golden Digimentals, in cui lui e Angewomon appaiono per combattere Kerpymon. Successivamente, Angemon megadigievolve Seraphimon per generare le Digiuova d'Oro.
Angemon è la forma campione di Patamon sia in Digimon Tamers: Brave Tamer che in Digimon Tamers: Digimon Medley.
In Adventure tri. Patamon partecipa alla battaglia contro i Kuwagamon infetti e alla successiva contro Alphamon digievolvendo Angemon.

### MagnaAngemon
MagnaAngemon (ホーリーエンジェモン?, HolyAngemon) è la Digievoluzione al livello evoluto di Patamon. Il suo nome significa "grande angelo". MagnaAngemon possiede la Spada Divina, che gli permette di aprire il Varco Soprannaturale. Anche se è di livello evoluto, l'entità del suo potere è equivalente a quella di un Digimon di livello mega. È in grado di affrontare efficacemente qualsiasi Digimon prettamente malvagio o di tipo virus come Piedmon e plausibilmente VenomMyotismon. Ha otto ali grigie, un elmetto viola sulla testa ed indossa una sorta di armatura. Oltre alla Spada Divina nella mano destra, MagnaAngemon possiede anche uno scudo che si diparte dalla spalla sinistra del Digimon.
MagnaAngemon appare per la prima volta nell'episodio "La fine di Piedmon", terzultimo episodio di Adventure. Piedmon, ultimo e più forte dei Padroni delle Tenebre, riesce a trasformare quasi tutti i bambini prescelti ed i loro Digimon in portachiavi (ad eccezione di Patamon, TK e Kari; Mimi e Palmon non erano invece con il gruppo al momento del combattimento, quindi anche loro sono escluse dal conteggio). Patamon digievolve Angemon e prova ad affrontare il Digimon malvagio, ma viene facilmente sconfitto da Piedmon. Dopo la dimostrazione di forza di volontà di TK, incapace di arrendersi e perdere così la speranza, la sua Digipietra inizia a brillare, permettendo così ad Angemon di superdigievolvere MagnaAngemon. Usando la sua Rifrazione della Luce, MagnaAngemon riesce a riportare alla normalità i Digiprescelti ed i loro Digimon. Quindi, aiuta WarGreymon e MetalGarurumon a sconfiggere Piedmon usando il potente Varco Soprannaturale.
MagnaAngemon torna per brevi apparizioni in Adventure 02. Angemon usa il potere di una delle Pietre Sacre per superdigievolvere MagnaAngemon e combattere il quasi invincibile BlackWarGreymon. Nonostante sia solo un Digimon di livello evoluto, curiosamente MagnaAngemon riesce a combattere con il Digimon di livello mega, riuscendo quasi a confinarlo nel Varco Soprannaturale (nonostante il fatto che Angemon non era in grado di sconfiggere i Digimon di livello evoluto creati dagli Obelischi di Controllo ed il suo attacco non aveva avuto effetto con il Digimon poi sconfitto da Paildramon). Le capacità di MagnaAngemon come Digimon di livello evoluto sono simili a quelle della sua forma campione, Angemon, che sono forti abbastanza da pareggiare o anche sovrastare quelle della maggior parte dei Digimon di livello evoluto di Adventure. MagnaAngemon appare anche durante il giro del mondo dei Digiprescelti, in cui fa squadra con MetalGreymon e Kiwimon per combattere Mamemon, BigMamemon, MetalMamemon e Giromon, permettendo poi a Tai e TK di rispedirli a Digiworld. MagnaAngemon torna anche per combattere SkullSatamon, ma viene sopraffatto dai rapidi attacchi di quest'ultimo e dona il suo potere ad Imperialdramon, che riesce a sconfiggere SkullSatamon dopo essere diventato Imperialdramon Fighter Mode. Non è confermato se Patamon abbia perso o meno la sua abilità di raggiungere il livello evoluto dopo aver trasmesso il suo potere ad Imperialdramon, anche se l'ultima volta in cui appare è quando TK aiuta Patamon a digievolvere in tre delle sue forme: Angemon, Pegasusmon e MagnaAngemon, che attaccano tutte MaloMyotismon, ma svaniscono quando passano dalla Dimensione da Sogno a Digiworld. Ciò può essere accaduto a causa dei poteri della dimensione in cui i Digiprescelti erano stati spediti, oppure Patamon potrebbe ancora essere in grado di raggiungere il livello evoluto (ulteriori prove di questa teoria possono essere trovate in Diaboromon Strikes Back!, in cui diversi dei Digimon partner dei Digiprescelti originali digievolve a livelli che richiedono il potere di un Digicuore, suggerendo che l'abilità sia rimasta). Compare brevemente nel terzo film quando Angemon megadigievolve prima che la trasformazione in Seraphimon sia completa e di nuovo nel quarto film di Digimon Adventure tri., poco prima di raggiungere la forma mega.

### Pegasusmon
Pegasusmon (ペガスモン?, Pegasmon), "il Vento della Speranza", è la forma che Patamon assume quando armordigievolve utilizzando il Digiuovo della Speranza. Ha la forma di un grosso cavallo arancione, ricoperto da un'armatura dorata e con due grandi ali gialle. Il suo nome viene da Pegaso, il leggendario cavallo volante.
Patamon digievolve per la prima volta Pegasusmon quando il gruppo trova le Digiuova della Speranza e della Luce. Patamon ed il suo partner TK, così come Kari e Gatomon, finiscono in una caverna dopo una precipitosa fuga dall'attacco di un Tyrannomon. TK riesce a sollevare il suo Digiuovo e ne evoca il potere, permettendo a Patamon di armordigievolvere Pegasusmon.
Dopo che Ken rinuncia al suo alter ego malvagio, Patamon riguadagna l'abilità di raggiungere la sua forma naturale al livello campione, Angemon. Angemon prende quindi il ruolo di forma primaria di combattimento di Patamon e Pegasusmon compare solo in poche altre occasioni.
Pegasusmon fa la sua ultima apparizione nell'ultimo episodio di Adventure 02, "Digiworld, dolce Digiworld", quando la squadra viene trasportata in una dimensione dove, secondo Gennai, "i sogni divengono realtà". In questa dimensione Patamon riesce a digievolvere contemporaneamente in tutte le forme guadagnate fino a quel momento.

### Shakkoumon
Shakkoumon (シャッコウモン?) è un Digimon mutante di livello evoluto che è la DNAdigievoluzione di Angemon e Ankylomon, combinando le caratteristiche di un Digisauro con quelli di un Digimon angelo. La sua forma ed il suo nome sono basati sugli Shakōkidogū.
Shakkoumon si forma per la prima volta in "L'ultima Pietra Sacra", quando i Digiprescelti stanno per affrontare BlackWarGreymon in un disperato tentativo di proteggere l'ultima Pietra Sacra. Sia Cody che TK sanno bene che non possono permettere al Digimon artificiale di distruggere tutto, nonostante le sue ragioni. I loro Digimon partner, Angemon e Ankylomon, riescono quindi a DNAdigievolvere, formando Shakkoumon, che inizia a combattere contro BlackWarGreymon insieme a Paildramon e Silphymon.

### Seraphimon
Seraphimon (セラフィモン?) è la Digievoluzione al livello mega di Patamon. Seraphimon è un Digimon estremamente forte. Ha un livello molto alto di potere sacro che può essere forte abbastanza da sconfiggere qualsiasi Digimon malvagio. Il nome "Seraphimon" viene dalla parola "Seraph" ("Serafino"), una classe di angeli.
Seraphimon appare per la prima volta nel film di Adventure 02 Digimon Hurricane Touchdown!!/Supreme Evolution!! The Golden Digimentals. In questo film, Angemon combatte contro il malvagio Digimon Kerpymon. Durante la battaglia, Angemon e Angewomon digievolvono nelle loro forme al livello mega per poter rilasciare le Digiuova d'Oro per Veemon e Terriermon, così da permettergli di armordigievolvere Magnamon e Rapidmon, che iniziano immediatamente a combattere contro il Digimon malvagio, sconfiggendolo, mentre Seraphimon regredisce Patamon, così come Gatomon.
Nella serie principale, Patamon raggiunge per la prima volta questa forma nel quarto film di Digimon Adventure tri., intervenendo in aiuto di Houhoumon (Phoenixmon) nella battaglia contro Machinedramon, regredendo successivamente in Tokomon.
Questa forma non appare quando Patamon digievolve in tutte le sue forme e combatte contro MaloMyotismon.

## Character song
Patamon ha come image song la canzone "Don't Stop Patapata" ("Non smettere di sbattere (le ali)") e un'altra con TK (Taisuke Yamamoto) chiamata "Steppin' Out" ("Uscendo a divertirsi"). In Digimon Adventure Tri. ne possiede una seconda, intitolata "Daisuki-ism".

## Accoglienza
De'Angelo Epps di CBR ha classificato Seraphimon come la settima migliore megadigievoluzione. Twinfinite ha classificato Patamon come il secondo miglior Digimon dei Digiprescelti originali. Megan Peters di Comic Book Resources ha considerato Patamon come il quarto miglior Digimon partner. Jeremy Gill di ReelRundown ha classificato Seraphimon come la miglior Megadigievoluzione dei Digimon originali. Secondo WatchMojo, Seraphimon è il quarto miglior Digimon di livello mega, Shakkoumon il decimo miglior Digimon nato da una fusione mentre Angemon il quarto miglior Digimon in generale. Oskar O.K. Strom di Honey's Anime ha considerato Patamon come il Digimon più carino. Robby dello stesso sito ha considerato Angemon come il quarto Digimon con il design più bello. Sempre sul medesimo sito, TK e Patamon sono stati considerati i personaggi più adorabili della serie. Ethan Supovitz di CBR ha classificato Patamon come il Digimon partner più forte dell'intero franchise mentre Coby Greif dello stesso sito ha considerato Pegasusmon come l'ottava miglior armor digievoluzione. Anthony Mazzuca dello stesso sito ha considerato Patamon come il terzo personaggio principale più forte.
In un sondaggio sulla popolarità di Digimon risalente al 2020, Patamon è stato votato come il decimo Digimon più popolare.
Patamon è apparso anche in vari prodotti legati al merchandising tra cui il gioco di carte.